# Landgericht Herzogenaurach
Das Landgericht Herzogenaurach war ein von 1812 bis 1879 bestehendes bayerisches Landgericht älterer Ordnung mit Sitz in Herzogenaurach im Rezatkreis. 1838 erfolgte die Überweisung in den neu gebildeten Regierungsbezirk Oberfranken.

## Lage
Das Landgericht Herzogenaurach umfasste Gebiete, die heute zum Landkreis Erlangen-Höchstadt bzw. der kreisfreien Stadt Erlangen gehören. Es grenzte damals im Westen an das Landgericht Neustadt an der Aisch, im Südwesten an das Landgericht Markt Erlbach, im Süden an das Landgericht Cadolzburg, im Osten an das Landgericht Erlangen und im Norden an das Landgericht Höchstadt und das Landgericht Forchheim.

## Struktur
Im Jahr 1818 gab es im Landgericht Herzogenaurach 50 Orte (1 Stadt, 9 Pfarrdörfer, 2 Kirchdörfer, 23 Dörfer, 9 Weiler, 1 Einöde und 5 Mühlen) mit insgesamt 8873 Einwohnern, die sich auf 1980 Familien verteilten und in 1405 Anwesen wohnten. Es bestand ursprünglich aus 10 Steuerdistrikten und 22 Gemeinden (1 Munizipal- und 21 Ruralgemeinden). 1829 war es 51⁄2 Meilen groß und hatte 9600 Einwohner mit einem hohen Anteil an jüdischer Bevölkerung.

### Steuerdistrikte
1811 wurden im Landgericht 10 Steuerdistrikte gebildet, die vom Rentamt Erlangen verwaltet wurden:
- Büchenbach mit Alterlangen, Häusling, Kosbach, Neumühle und Steudach;
- Frauenaurach mit Hüttendorf, Kriegenbrunn, Neuses und Schallershof;
- Hammerbach mit Beutelsdorf, Mittelmembach, Nankendorf, Obermembach, Reinersdorf, Reuth und Welkenbach;
- Hannberg mit Dannberg, Großdechsendorf, Großenseebach, Heßdorf, Klebheim, Kleindechsendorf, Neuenbürg, Niederlindach, Röhrach und Untermembach;
- Hemhofen mit Zeckern;
- Herzogenaurach mit Eichelmühle, Haundorf, Heinrichsmühle, Lohhof und Niederndorf;
- Neuhaus mit Heppstädt;
- Möhrendorf mit Kleinseebach, Kleinseebacher Mühle und Oberndorf;
- Röttenbach mit Hausen, Oberheroldsbach, Reihendorf und Weihermühle;
- Thurn mit Kübelmühle.

### Ruralgemeinden
1811 entstanden die Ruralgemeinden. Mit dem Zweiten Gemeindeedikt (1818) erhielten die Ruralgemeinden mehr Befugnisse. Zugleich wurden einige der bis dahin bestehenden Gemeinden aufgeteilt, so dass es 1 Munizipal- und 21 Ruralgemeinden gab:
- Büchenbach mit Neumühle;
- Frauenaurach mit Neuses und Schallershof;
- Großdechsendorf mit Kleindechsendorf;
- Großenseebach;
- Hammerbach mit Nankendorf und Welkenbach;
- Hannberg mit Dannberg, Klebheim, Niederlindach und Röhrach;
- Haundorf mit Beutelsdorf;
- Hausen mit Oberheroldsbach;
- Hemhofen mit Zeckern;
- Heppstädt;
- Herzogenaurach mit Eichelmühle und Heinrichsmühle;
- Heßdorf mit Fallhütte, Mittelmembach, Obermembach und Untermembach;
- Hüttendorf;
- Kleinseebach mit Kleinseebacher Mühle;
- Kosbach mit Alterlangen, Häusling und Steudach;
- Kriegenbrunn;
- Möhrendorf mit Oberndorf;
- Neuhaus;
- Niederndorf mit Lohhof;
- Reinersdorf mit Neuenbürg und Reuth;
- Röttenbach mit Reihendorf und Weihermühle;
- Thurn mit Kübelmühle.

### Weitere Entwicklung
Der Umfang des Landgerichtes änderte sich in den folgenden Jahren beträchtlich.
Hinzugekommen sind:
- 22. Oktober 1814 vom Landgericht Cadolzburg: Fluranteile südlich der Aurach der Gemeinden Herzogenaurach und Niederndorf
- 12. Februar 1827 vom Landgericht Neustadt an der Aisch: die Gemeinden Biengarten, Boxbrunn, Hesselberg, Kairlindach, Oberlindach, Rezelsdorf, Sauerheim, Weisendorf
- 16. September 1832 vom Landgericht Cadolzburg: die Gemeinde Burgstall
- 01. April 1836 vom Landgericht Markt Erlbach: die Gemeinden Falkendorf, Münchaurach, Neundorf, Oberreichenbach, Puschendorf, Unterreichenbach und Zweifelsheim.

Abgegeben wurden:
- 20. Januar 1813 ans Landgericht Neustadt an der Aisch: Weisendorf
- 03. April 1819 ans Landgericht Forchheim: Oberheroldsbach
- 12. Juli 1827 ans Landgericht Erlangen: Frauenaurach, Hüttendorf, Kleinseebach, Kriegenbrunn und Möhrendorf
- 01. Oktober 1857 ans Landgericht Forchheim: die Gemeinden Hausen und Thurn
- Mit Inkrafttreten des Gerichtsverfassungsgesetzes am 1. Oktober 1879 wurde das Amtsgericht Herzogenaurach gegründet, dessen Sprengel aus dem Bezirk des gleichzeitig aufgehobenen Landgerichts Herzogenaurach gebildet wurde.